# Пандио универзитет
Пандио универзитет друштвених и политичких наука (грч. Πάντειο Πανεπιστήμιο Κοινωνικών και Πολιτικών Επιστημών) је универзитет са седиштем у Атини, Грчка. Основан је 1927. године и један је од три најстарија универзитета политичких наука у Европи.

## Факултети и одсеци
Универзитет чине четири факултета са девет одсека:
Факултет за економију и јавну управу
- Одсек: Јавна управа
- Одсек: Економија и регионални развој

Факултет политичких наука
- Одсек: Социјална политика
- Одсек: Политичке науке и историја

Факултет друштвених наука и психологије
- Одсек: Социологија
- Одсек: Социјална антропологија
- Одсек: Психологија

Факултет за међународне студије, комуникације и културу
- Одсек: Међународне, европске и регионалне студије
- Одсек: Комуникације, медији и култура

## Међународна сарадња
Пандио универзитет учествује у неколико међународних програма, као што су: 
- ERASMUS programme
- Leonardo da Vinci programme
- EQUAL Community Initiative
- Equapol
- Tempus
- Geopac

## Истакнуте личности
Професори
- Panagiotis Kanellopoulos (1902–1986), професор права, филозоф, политичар, Премијер Грчке (1945, 1967)
- Andreas Loverdos (1956), професор уставног права, политичар, министар здравља
- Christos Rozakis (1941), професор међународног права, потпредседник Европског суда за људска права
- Konstantinos Simitis (1936), професор привредног права, политичар, Премијер Грчке (1996—2004)
- Alexandros Svolos (1892–1956), професор уставног права, посланик у Скупштини Грчке
- Michail Stasinopoulos (1903–2002), професор управног права, ректор Универзитета (1951—1958), политичар, председник Републике Грчке (1974—1975)
- Dimitris Tsatsos (1933–2010), професор уставног права, посланик у Европском парламенту (1999—2004)
- Konstantinos Tsatsos (1899–1987), професор филозофије права, дипломата, председник Републике Грчке (1975—1980)
- Christos Yannaras (1935), професор филозофије, теолог